# Chiasmia flavicuneata
Chiasmia flavicuneata is een vlinder uit de familie spanners (Geometridae). De wetenschappelijke naam van deze soort is voor het eerst geldig gepubliceerd in 1987 door Herbulot.
De soort komt voor in tropisch Afrika.